# Jordan EJ13
El Jordan EJ13 fue un monoplaza del equipo Jordan de Fórmula 1, que compitió en la Temporada 2003 de Fórmula 1. El coche fue pilotado por Giancarlo Fisichella, Ralph Firman y Zsolt Baumgartner, quien sustituyó al irlandés debido a una lesión durante dos carreras.
El equipo se vio perjudicado por falta de patrocinadores y Honda abandonó Jordan para concentrarse en sus relaciones con BAR. Jordan tenía entonces que montar motores Ford Cosworth, y la temporada al final no fue considerada como un gran éxito. A pesar de batir solamente a Minardi para obtener el noveno puesto en la clasificación, Jordan ganó una carrera en el 2003. La victoria vino bajo circunstancias extraordinarias en el Gran Premio de Brasil de 2003, que se disputó bajo unas condiciones de lluvia torrencial. Siguiendo al masivo accidente en la recta principal, se paralizó la carrera con bandera roja. Después de algunas confusiones, Giancarlo Fisichella fue oficialmente declarado como ganador de su primera carrera de Fórmula 1, otorgándole el derecho la FIA después de reclamaciones del equipo, quitándole el triunfo a un Kimi Räikkönen que en el pódium era considerado el ganador. Fisichella no pudo en consecuencia celebrar la victoria en el pódium, aunque él y Kimi intercambiaron los trofeos acreditativos en el siguiente Gran Premio. A pesar de la inesperada victoria, ni Fisichella ni Firman fueron capaces de obtener algún tipo de éxito con el coche en cuestión. Después de que Firman se lesionara, Eddie Jordan hizo debutar al primer piloto húngaro de la historia de la Fórmula 1, Zsolt Baumgartner. Firman volvió para las dos últimas carreras, pero no fue capaz de sumar ningún punto más, al final se tuvo que conformar con el que consiguió en el Gran Premio de España de 2003. Fisichella, por su parte, solo pudo sumar doce puntos a pesar de la victoria, lo cual le hizo llegar a un gran descontento con la escudería; con lo que decidió marcharse al equipo Sauber. 
En junio de 2003 demandó a la compañía de teléfonos móviles Vodafone 150 millones de libras, reclamando que la compañía tenía un acuerdo verbal para que fuera durante 3 años su patrocinador, pero se fue a Ferrari. Jordan abandonó la reclamación 2 meses más tarde, aceptando pagar los costes de Vodafone. Había entonces en el equipo graves problemas financieros de los cuales jamás se recuperarían. El juez fue muy duro con Eddie Jordan, considerando las alegaciones contra Vodafone como "falsas y sin fundamento".

## Resultados

### Fórmula 1
(Clave) (negrita indica pole position) (cursiva indica vuelta rápida)

| Año         | Motor                 | Neu. | N.º | Pilotos              | 1   | 2   | 3   | 4   | 5   | 6   | 7   | 8   | 9   | 10  | 11  | 12  | 13  | 14  | 15  | 16  | Puntos | Pos. |
| ----------- | --------------------- | ---- | --- | -------------------- | --- | --- | --- | --- | --- | --- | --- | --- | --- | --- | --- | --- | --- | --- | --- | --- | ------ | ---- |
| 2003        | Ford Cosworth RS1 V10 | B    |     |                      | AUS | MYS | BRA | SMR | ESP | AUT | MON | CAN | EUR | FRA | GBR | GER | HUN | ITA | USA | JPN | 13     | 9º   |
| 2003        | Ford Cosworth RS1 V10 | B    | 11  | Giancarlo Fisichella | 12  | Ret | 1   | 15  | Ret | Ret | 10  | Ret | 12  | Ret | Ret | 13  | Ret | 10  | 7   | Ret | 13     | 9º   |
| 2003        | Ford Cosworth RS1 V10 | B    | 12  | Ralph Firman         | Ret | 10  | Ret | Ret | 8   | 11  | 12  | Ret | 11  | 15  | 13  | Ret |     |     | Ret | 14  | 13     | 9º   |
| 2003        | Ford Cosworth RS1 V10 | B    | 12  | Zsolt Baumgartner    |     |     |     |     |     |     |     |     |     |     |     |     | Ret | 11  |     |     | 13     | 9º   |
| Referencia: |                       |      |     |                      |     |     |     |     |     |     |     |     |     |     |     |     |     |     |     |     |        |      |